# Sarah Yorke Jackson
Sarah Yorke Jackson (Philadelphia, 16 juli 1803 – Nashville,  23 augustus 1887) was de schoondochter van de Amerikaanse president Andrew Jackson. Tussen 26 november 1834 en 4 maart 1837 fungeerde zij als first lady van de Verenigde Staten.

## Biografie
Jackson stamde af van een rijke familie uit Philadelphia. Haar vader, Peter Yorke, die zeeman was, overleed in 1815. Nadat haar moeder ook overleed tijdens een reis naar New Orleans werd ze samen met haar twee zusters door twee tantes opgevoed.
Op 24 november 1831 trouwde ze met Andrew Jackson Jr., de geadopteerde zoon van president Jackson. Na de wittebroodsweken in het Witte Huis vertrokken ze naar The Hermitage, de slavenplantage van de president in Tennessee. Ze bleven daar tot een brand een deel van het huis verwoestte in 1834. Samen met hun twee kinderen verhuisden ze daarna naar Washington om in het Witte Huis te wonen.
Sarah arriveerde op 26 november 1834 in het Witte Huis en nam de rol van gastvrouw op zich, samen met Emily Donelson, een familielid die ook gastvrouw was. Het is de enige keer in de geschiedenis dat er twee vrouwen op hetzelfde moment als first lady fungeerden. De president noemde Sarah Meesteres van the Hermitage om verwarring te voorkomen. De samenwerking verliep vlotjes en nadat Emily tuberculose kreeg en overleed in 1836 werd Sarah alleen first lady.
The Hermitage werd intussen heropgebouwd en dat hield Sarah ook goed in het oog; samen met haar echtgenoot en de president gingen ze er na diens ambtstermijn wonen. President Jackson overleed in 1845; Sarah en haar man bleven op de plantage wonen tot het uitbreken van de Amerikaanse Burgeroorlog in 1861, toen ze naar Mississippi verhuisden. De staat Tennessee kocht de plantage later op als herdenking aan Andrew Jackson en liet Sarah er wonen tot aan haar dood in 1887.
Martha Washington ·
Abigail Adams ·
Martha Jefferson Randolph ·
Dolley Madison ·
Elizabeth Kortright Monroe ·
Louisa Adams ·
Emily Donelson ·
Sarah Yorke Jackson ·
Angelica Van Buren ·
Anna Harrison ·
Letitia Tyler ·
Priscilla Tyler ·
Julia Tyler ·
Sarah Polk ·
Margaret Taylor ·
Abigail Fillmore ·
Jane Pierce ·
Harriet Lane ·
Mary Lincoln ·
Eliza Johnson ·
Julia Grant ·
Lucy Hayes ·
Lucretia Garfield ·
Mary McElroy ·
Rose Cleveland ·
Frances Cleveland ·
Caroline Harrison ·
Mary Harrison McKee ·
Ida McKinley ·
Edith Roosevelt ·
Helen Taft ·
Ellen Wilson ·
Edith Wilson ·
Florence Harding ·
Grace Coolidge ·
Lou Hoover ·
Eleanor Roosevelt ·
Bess Truman ·
Mamie Eisenhower ·
Jacqueline Kennedy ·
Lady Bird Johnson ·
Pat Nixon ·
Betty Ford ·
Rosalynn Carter ·
Nancy Reagan ·
Barbara Bush ·
Hillary Clinton ·
Laura Bush ·
Michelle Obama ·
Melania Trump ·
Jill Biden ·
Melania Trump
- Library of Congress Control Number: no2005059047
- Virtual International Authority File: 14504833
- WorldCat: E39PBJqqqfwv9XGW6yFR3qt9Xd